# 서스쿼해나강

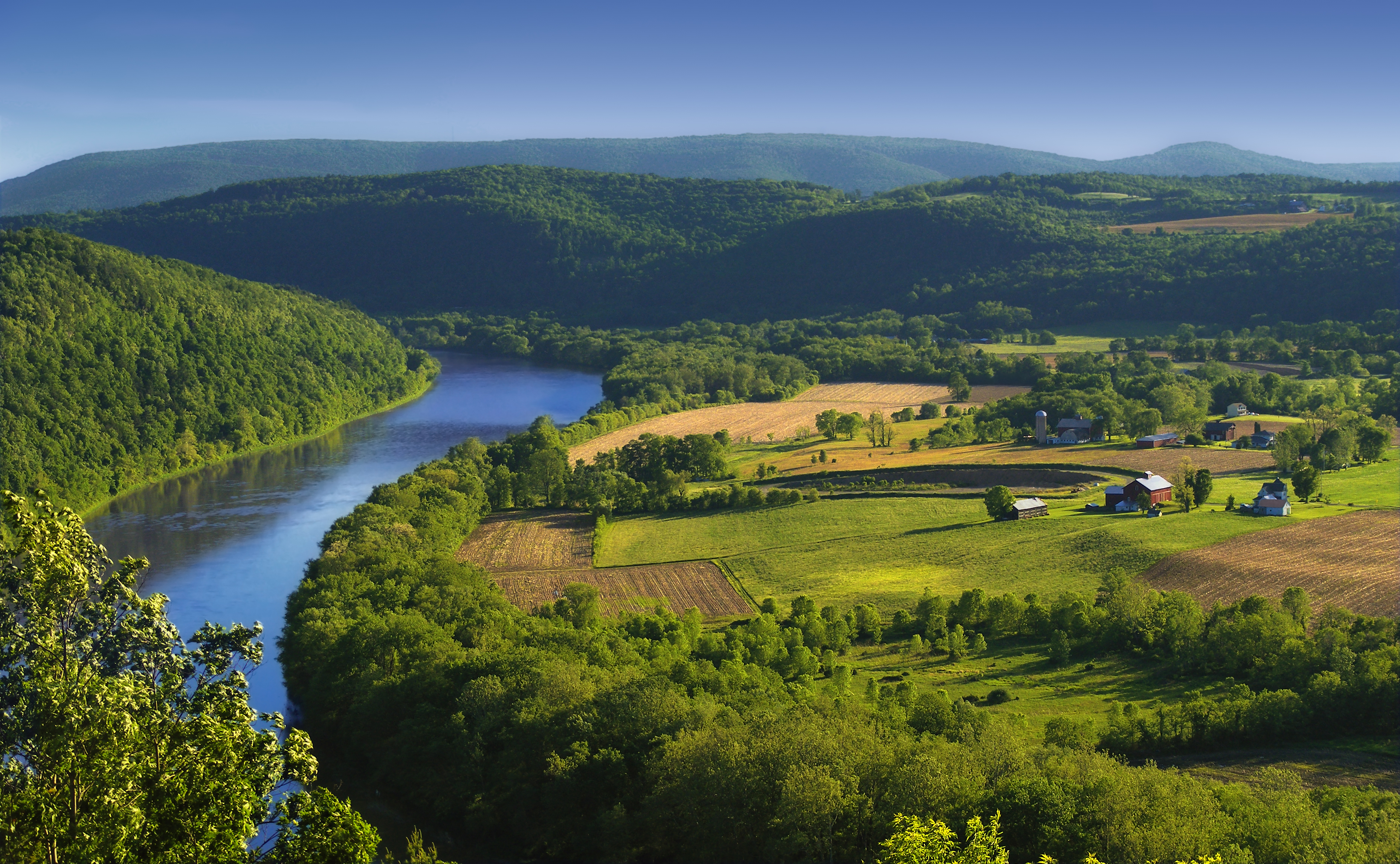
서스쿼해나 강

서스쿼해나강(Susquehanna River)은 미국 북동부를 흐르는 하천이다. 길이는 715km로, 유역은 뉴욕주, 펜실베이니아주, 메릴랜드주에 걸쳐 면적은 71,225km2이다. 강변에는 펜실베이니아 주의 주도 해리스버그와 윌크스바, 뉴욕의 빙엄턴 등의 도시가 위치하고 있다.

## 같이 보기
- 스리마일섬 원자력 발전소 사고